# پزو بولیوی
پزو بولیوی (به انگلیسی: Bolivian peso) (به زبان بومی: peso boliviano) با کد ایزوی BOP، یکای پول رایج در کشور بولیوی است. مسئولیت کنترل این واحد پولی برعهدهٔ بانک مرکزی بولیوی قرار دارد.